# Гора Челпанова
Гора Челпанова (рос. Гора Челпанова) — присілок в Коноському районі Архангельської області Російської Федерації.
Населення становить 15 осіб. Входить до складу муніципального утворення Тавреньгське сільське поселення.

## Історія
Від 2004 року входить до складу муніципального утворення Тавреньгське сільське поселення.

## Населення
| 2002 | 2010 | 2012 |
| ---- | ---- | ---- |
| 28   | ↘17  | ↘15  |